# Париз, Тексас (филм)
Париз, Тексас (енгл. Paris, Texas) је друмски филм из 1984. у режији Вима Вендерса и у којем главне улоге тумаче Хари Дин Стентон, Дин Стоквел, Настасја Кински, Аурора Клемент и Хантер Карсон. Сценарио су написали Л. М. Кит Карсон и драматург Сем Шепард, док је музику компоновао Рај Кудер. Филм је копродукција компанија из Француске и Западне Немачке, а снимио га је Роби Милер у
Сједињеним Државама.
Радња се фокусира на скитницу по имену Травис (Стентон) који, након што је мистериозно одлутао из пустиње у дисоцијативној фуги, покушава да се поново уједини са својим братом (Стоквел) и седмогодишњим сином (Карсон). Након поновног повезивања са његовим сином, Травис и дечак на крају крећу на путовање кроз амерички југозапад како би пронашли Трависову давно несталу жену (Кински).
На Филмском фестивалу у Кану 1984. освојио је Златну палму званичног жирија, као и награду ФИПРЕСЦИ и награду екуменског жирија.

## Прича
Травис Хендерсон шета сам кроз пустињу Западног Тексаса у стању дисоцијативне фуге, пре него што је упао у бар и изгубио свест. Немачки лекар га прегледа и утврђује да је нем, али открива да поседује број телефона и зове га. На позив се јавља Волт Хендерсон, Трависов брат из Лос Анђелеса. Волт није видео нити је имао контакт са Трависом четири године. Он пристаје да отпутује у Терлингуа, Тексас, да га врати кући. Његова супруга Францускиња Ен забринута је због тога, пошто су неформално усвојили Трависовог сина Хантера, а нестала је и Хантерова биолошка мајка Џејн. Волт стиже до Терлингу и затиче Тревиса како лута од клинике у којој је пронађен. Два брата почињу да се возе назад у Лос Анђелес. Пошто Волт постаје све више фрустриран Тревисовом немом, Тревис коначно изговара име „Париз“, тражећи да оде тамо. Волт погрешно претпоставља да мисли на Париз, Француска. Даље низ пут, Тревис показује Волту фотографију празне имовине у Паризу, Тексас, коју је купио, верујући да је зачет у том граду.
Браћа стижу до Лос Анђелеса где се Травис поново уједињује са Ен и Хантером. Хантер, стар седам година, врло се слабо сећа свог оца и опрезан је у односу према Травису све док породица не гледа кућне филмове из дана када су сви били заједно. Хантер схвата да Травис и даље воли Џејн. Док се Хантер и Тревис поново упознају, Ен открива Тревису да је Џејн била у контакту са њом и уплаћује месечне депозите на Хантеров банковни рачун. Ен је пронашла депозите у банци у Хјустону. Тревис схвата да може да види Џејн ако је у Хјустонској банци на дан следећег депозита, за само неколико дана. Набавља јефтино возило и позајмљује новац од Волта. Када каже Хантеру да одлази, Хантер жели да пође с њим, иако нема Волтову или Енину дозволу.
Тревис и Хантер возе до Хјустона, док Хантер приповеда о Великом праску и пореклу Земље. Неколико сати по доласку у банку у Хјустону, Хантер идентификује своју мајку у аутомобилу. Он зове Тревиса преко воки-токија, а они прате њен ауто до пип-шоу клуба где она ради. Док Хантер чека напољу, Тревис улази, откривајући да предузеће има собе са једносмерним огледалима, где клијенти разговарају са стриптизетама преко телефона. Он на крају види Џејн, иако она не може да га види, и одлази.
Следећег дана, Травис оставља Хантера у хотелу Меридијен у центру Хјустона, са поруком да се осећа обавезним да поново споји мајку и сина, јер се осећа одговорним за њихово раздвајање. Травис се враћа у собу са огледалима. Видевши Џејн поново, а она наизглед несвесна ко је он, Травис јој прича причу, наводно о другим људима.
Он описује мушкарца и млађу девојку који се упознају, удају и имају дете. Када се дете роди, жена пати од постпорођајног блуза и сања да побегне из породице. Муж пада у алкохолизам и постаје насилан, затварајући је у приколицу у којој живе. После неуспелог покушаја бекства, мушкарац везује жену за шпорет у приколици и одлази у кревет, сањајући да се повлачи у непознато место „без језика и улице“, док његова жена и дете вриште из кухиње. Буди се и види да је приколица запаљена и да је његова породица нестала, и у очају трчи пет дана док у потпуности не напусти цивилизацију.
Џејн схвата да разговара са Тревисом и да он препричава причу о њиховој вези. Он јој каже да је Хантер у Хјустону и да му је потребна мајка. Џејн је чезнула да се поново споји са својим дечаком и те ноћи улази у хотелску собу где Хантер чека, док Тревис посматра са паркинга. Док Џејн грли Хантера, Тревис се пење у његово возило и одлази.

## Глумачка подела
По редоследу појављивања:
- Хери Дин Стентон као Травис Хендерсон
- Сем Бери као радник на пумпи
- Бернард Вик као доктор Улмер
- Дин Стоквел као Волт Хендерсон
- Аурора Клемент као Ен Хендерсон
- Хантер Карсон као Хантер Хендерсон[1]
- Вива као жена на ТВ
- Mydolls као бенд који вежба за наступ[2]

## Продукција

### Развој
Западнонемачки режисер Вим Вендерс отпутовао је у Сједињене Државе и изјавио да жели „да исприча причу о Америци“. Филм је назван по тексашком граду Паризу, али није смештен ни у једној сцени. Уместо тога, Париз се помиње као локација празне парцеле у власништву Тревиса која се види на фотографији и користи се као метафора. Вендерс је снимио такве фотографије док је раније у својој каријери извиђао локације на западу САД, фотографишући локације као што су Лас Вегас и Корпус Кристи у Тексасу.
Сценариста Сем Шепард се састао са Вендерсом како би разговарали о писању и/или глуми за Вендерсов пројекат Хамет. Шепард је рекао да није био заинтересован за писање Хамета, али су размишљали о лабавој адаптацији Шепардове Мотелске хронике и развили причу о браћи, од којих је један изгубио памћење. Њихов сценарио је порастао на 160 страница, пошто је однос између браће губио на важности, а разматрани су бројни завршеци. Тек мали део средстава за пројекат потиче из Немачке.
Филм дели сличне особине као и Вендерсов филм Алиса у градовима из 1974. (Alice in den Städten).

### Кастинг
Хари Дин Стентон се појавио у 100 филмова пре Париза, Тексас, са малим улогама у Хладноруки кажњеник и великом улогом у Репо Ман-у, који је изашао исте године када и Париз у Тексасу . Прихватио је главну улогу Тревиса, рекавши „После свих ових година, коначно сам добио улогу коју сам желео да играм“. Међутим, Вендерс је такође рекао да Стентон није сигуран у своју улогу и старосну разлику између њега и млађе Настасје Кински (био је 34 године старији). Вендерс је изјавио да је открио Дина Стоквела јер је био спреман да напусти глуму, не налазећи пожељне улоге и размишљајући о започињању каријере у области некретнина. Хантер Карсон је био син косценаристе Л. М. Кита Карсона и пристао је да глуми док је био у пратњи своје мајке Карен Блек, која му је помогла да запамти дијалог.
Кински је написала дневник за свој лик Џејн како би развила позадину лика, замишљајући је како емигрира из Европе и добија више наклоности од Тревиса него од било кога. Према Стоквелу, његов лик у раним нацртима требало је да путује са Хантером, Тревисом и Ен пре него што се Ен вратила у Лос Анђелес и Волт се изгубио у пустињи, паралелно са Тревисом у првој сцени. Делови филма са Стоквелом и Аурором Клемент су касније смањени.
Вендерс је рекао да је филм, снимљен за само четири до пет недеља, са само малом филмскоме кипом. Дошло је до паузе у снимању током којег је сценарио завршен. Редитељка Алисон Андерс је радила као асистент продукције на филму, док је Клер Денис била асистент режије. Снимање се углавном одвијало у Форт Стоктону и Маратону у региону Транс-Пекос у западном Тексасу. На филму је Вендерс потпуно избегао израду сториборда, по први пут у својој каријери, и отишао право на пробе на локацији пре снимања.
Снимање је почело већ 1983. када је сценарио још био недовршен, са циљем да се снима по редоследу приче. Шепард је планирао да остатак приче заснива на запажањима глумаца и њиховом разумевању ликова. Међутим, када је Шепард прешао на други посао, Вендерсу је послао белешке о томе како би сценарио требало да се заврши. Шепард је Вендерсу и Л. М. Киту Карсону приписао идеју о и последњим радњама приче.  Филмски ствараоци су се одлучили да не прикажу реалистичан воајерски шоу, јер им је био потребан формат који омогућава већу комуникацију између ликова. Кински није могао никога да види, само огледало у сценама воајерском шоа, и рекао је да је то стварало истински осећај самоће.
Изазови су се појавили када је филму понестало финансија, али Вендерс је био охрабрен када су завршили сцену са Кинским, напоменувши: „Свануло ми је да ћемо дотакнути људе на велики начин. Мало сам се уплашио те идеје.“

## Теме и интерпретација
Роберт Филип Колкер и Питер Бејкене написали су да филм представља САД као „земљу фантазије, место упечатљивих слика, мизансцен пустиње и града“. Осим пејзажа, постоје референце на америчку културу и филм, и сличности са филмом ТТрагачи Џона Форда из 1956. године. Академик Роџер Кук је тврдио да постоји веза између Трависовог лика и његовог окружења која се може приметити током вожње до Калифорније. Лик постепено прелази из „пусте“ у цивилизацију, а Травис непрестано покушава да се отргне од ове тешке транзиције. Његова возила по избору вероватно такође одражавају његову карактеризацију, пошто његов омиљени аутомобил за изнајмљивање има неравнину, а протагониста мења возило закоришћени Форд Ранчеро из 1958. за повратак у Тексас.
Томас Елсасер је разговарао о томе како се Париз у Тексасу уклапа у Вендерсов приказ жена, рекавши да су многа путовања у његовој филмографији да пронађе одређену жену. У случају Париза у Тексасу, ово је са циљем да се „побегне од ње 'сада' како би је пронашли онакву каква је била 'тада'”. Колкер и Бејкене су коментарисали недостатак додира, или чак „емоционалног испуњења“ између Тревиса и Џејн на крају, осим што су се њихова лица стапала у стаклу и њихове расправе о својим емоцијама.
Марк Силберман је испитао како је лични идентитет такође тема у филму, јер је назив Париз варљив, дочаравајући слике Француске, али се односи на Тексас. Ово је очигледно у ономе што Тревис назива „татином шалом“ о Трависовој мајци која је из Париза, а његово уверење да је тамо зачет наводи га да верује да ће одлазак тамо постићи самоспознају. Елсасер је веровао да крај означава да Травис шаље Хантера уместо њега да се поново уједини са Џејн. Елсасер је открио да је ово пример компликованог система у којем различити ликови виде једни друге кроз фантазију и преправљају једни друге како желе. Трависов отац је своју мајку доживљавао као Парижанку, и то је постало „болест“.
Кук је сматрао да је повратак у уточиште друма Трависов одговор на то што је претрпео најгоре модерно америчко искуство, предајући свог сина дечаковој мајци. Стен Џонс је сугерисао да прича укључује европску теорију о перцепцији, јер Травис еволуира као лик од оног који опажа, до покретачке силе, враћајући се опажању, а затим се повлачи. Џонс је цитирао француског критичара Жан-Луја Комолија: „Никад пасиван, гледалац ради“. Завршетак такође може да сугерише наду за нови почетак за Џејн и Хантера. Сам Вендерс је рекао да је то означило почетак следећег поглавља у његовој филмографији, објашњавајући Трависов одлазак: „Ова сцена за мене је имала ослобађајући ефекат... Пустио сам га да нестане на свој начин, а са њим су отишли и сви моји претходни мушки ликови. Сви су се населили у дому за пензионере на периферији Париза, у Тексасу“.
Париз, Тексас припада жанру друмског филма, али критичар Гардијана Гај Лоџ је сугерисао да би се могао сматрати и вестерном. Стен Џонс је приметио да је Марк Лупрехт класификовао Париз у Тексасу као трагедију и да је открио едипове теме у приказу породице.

## Стил
Париз у Тексасу је познат по својим сликама тексашког пејзажа и климе. Вендерс је истицао путеве у својим ранијим радовима, са поставком Тексаса која уклања културне границе Европе. Уводни кадрови дају ваздушну перспективу суве пустиње. Критичар Емануел Леви је приметио кадрове који следе „билборде, плакате, графите, зарђале гвоздене лешеве, старе железничке пруге, неонске рекламе, мотеле“. Сценографију филма урадила је Кејт Алтман. Директор фотографије Роби Милер је често радио са Вендерсом, а фотографија у Паризу, у Тексасу, карактеристична је за Милеров стил, који је редитељ Стив Меквин дефинисао као „визуелни језик за снимање онога што изгледа као да људи падају у смрт у успореном снимку“. Критичар Senses of Cinema Ли Хил га је такође упоредио са уметношћу Едварда Хопера и Едварда Руше.
Филм прати партитура за гитару Раја Кудера, која користи песму Слепог Вилија Џонсона „Тамна је била ноћ, хладно је била земља“, коју је Кудер поздравио као „најтрансцендентније дело у целој америчкој музици“.
Уредник Screen International Ник Родик написао је да музика даје „квалитет жудње за суморним пејзажом“. Током 2018. Кудер је открио специфичан извор инспирације током интервјуа на Би-Би-Си радију 4 : „[Вендерс] је урадио веома добар посао у хватању амбијента тамо у пустињи, само је пустио микрофоне... да добију тонове и звук из сама пустиња, за коју сам открио да је у кључу Е♭ ... то је ветар, било је лепо. Па смо све подесили на Е♭".

## Издање
Париз, Тексас, такмичио се на Филмском фестивалу у Кану 1984. године, а Вендерс је тврдио да је Стентон био толико забринут за Кан да су ангажовали Шона Пена да помогне у Стентоновим припремама за пројекцију  Родик је приметио како су европски филмски ствараоци у Кану добро прихватили љубазно приказивање САД у филму у време високог антиамериканизма, с обзиром на трајање мандата Роналда Регана.
Сукоби између Вендерсове Road Movies company и дистрибутера Filmverlag око тога колико би копија Париза, Тексас требало да буде објављено у Западној Немачкој, након што је у Кану првобитно приказан, довело је до првобитног одбијања дозволе за приказивање у биоскопима, па су покренуте аутобуске туре за превоз немачких гледалаца до Цирих за пројекције. Road Movies је покренуо тужбу за прекид везе са дистрибутером, а филм је осам месеци касније стигао у биоскопе Западне Немачке.
Приказан је на филмском фестивалу Санденс 1985. и поново 2006. као део категорије Sundance Collection. Филм је поново био приказан у Кану у секцију Класици Кана током 2014, након што га је обновио Синепост. Филм је објављен на ДВД-у и Блу-реј-у у Региону 1 од стране The Criterion Collection.

## Пријем

### Критички пријем
Роџер Иберт је филму дао четири звездице, написавши „Париз, Тексас је филм са врстом страсти и воље за експериментисањем која је била чешћа пре петнаест година него сада. Има више веза са филмовима као што су Пет лаких комада и Голи у седлу и Поноћни каубој, него са углађеним аркадним играма које су победници на благајнама 1980-их. Уистину је дубок и бриљантан“ Холи Вилис из Variety је кинематографију, а Вендерсу је приписала достојан европски портрет САД Винсент Канби из Њујорк Тајмса дао је мешовиту рецензију филму, написавши: „Филм је диван и забаван и пун реалности емоција док детаљно описује начин на који се Травис и дечак помирују. Онда то лети отац и син одлуче да полете за Тексас у потрази за Џејн." Дејвид Денби критиковао је Париз у Тексасу у Њујорку, назвавши га "беживотним" и "фијаском". Текас Монтли се хвалио да је Париз, Тексас био најтоплији град у Тексасу у Француској, напомињући да је Монд поставио одушевљену рецензију филма на своју прву страницу.
Филм је одржао позитивну репутацију и наслеђе међу критичарима и филмофилима. Године 2015. Гај Лоџ из Гардијана прогласио га је омиљеним добитником Златне палме, док га је Текас Монтли уврстио на своју листу најбољих тексашких филмова због приказа Маратона у Тексасу. Исте године, Париз, Тексас, појавио се на постхумној листи 100 омиљених филмова Акире Куросаве. У 2016. Entertainment Weekly га је такође уврстио у 25 најбољих тексашких филмова, док је критичар  екас Обзервера Мајкл Агреста заслужан за стварање „извесног укуса тексашког кул“. Међутим, те године Холивуд Репортер је тврдио да је престиж филма донекле опао, прогласивши га 44. најбољим добитником Златне палме до сада. Париз, Тексас, има 94% позитивну оцена на Rotten Tomatoes, агрегатор рецензија, на основу 49 рецензија са просечном оценом 8,2 од 10. Критички консензус веб-сајта гласи: „Тиха, али дубоко дирљива врста Запада, Париза, Тексаса приказује место и људе као никада пре (или после)“.

### Признања
У Кану је филм освојио три награде: Златну палму, награду ФИПРЕСЦИ и награду екуменског жирија. Одлука главног жирија о Златној палми била је једногласна, а један од чланова је био француски сниматељ Анри Алекан.
| Награда                           | Датум церемоније      | Категорија                                  | Прималац(и)                    | Резултат   | Ref(s) |
| --------------------------------- | --------------------- | ------------------------------------------- | ------------------------------ | ---------- | ------ |
| Бодил Авардс                      | 1985                  | Најбољи европски филм                       | Вим Вендерс                    | Освојено   | [ 58 ] |
| Награде БАФТА                     | 5. марта 1985. године | Најбољи филм                                | Крис Сиевернич и Анатол Дауман | Номинација | [ 59 ] |
| Награде БАФТА                     | 5. марта 1985. године | Најбоља режија                              | Вим Вендерс                    | Освојено   | [ 59 ] |
| Награде БАФТА                     | 5. марта 1985. године | Најбољи адаптирани сценарио                 | Сем Шепард                     | Номинација | [ 59 ] |
| Награде БАФТА                     | 5. марта 1985. године | Најбољи резултат                            | Рај Кудер                      | Номинација | [ 59 ] |
| Кански филмски фестивал           | 11–23. маја 1984      | Златна палма                                | Вим Вендерс                    | Освојено   | [ 57 ] |
| Кански филмски фестивал           | 11–23. маја 1984      | Награда FIPRESCI                            | Вим Вендерс                    | Освојено   | [ 57 ] |
| Кански филмски фестивал           | 11–23. маја 1984      | Награда Екуменског жирија                   | Вим Вендерс                    | Освојено   | [ 60 ] |
| Награде Цезар                     | 3 фебруара 1985       | Најбољи страни филм                         | Вим Вендерс                    | Номинација | [ 61 ] |
| Немачка филмска награда           | 1985                  | Најбољи играни филм у сребру                | Вим Вендерс                    | Освојено   | [ 62 ] |
| Златни глобуси                    | 27. јануара 1985      | Најбољи страни филм                         | Вим Вендерс                    | Номинација | [ 63 ] |
| Лондонски круг филмских критичара | 1985                  | Најбољи филм                                | Вим Вендерс                    | Освојено   | [ 64 ] |
| Национални одбор за ревизију      | 17. децембра 1984     | Десет најбољих филмова                      | Вим Вендерс                    | Освојено   | [ 65 ] |
| Награде за младе уметнике         | 15. децембра 1985     | Најбољи главни млади глумац у играном филму | Хантер Карсон                  | Номинација | [ 66 ] |

## Наслеђе
Ирска рок група У2 навела је Париз у Тексасу као инспирацију за свој албум The Joshua Tree. Шкотски бендови Травис и Тексас су преузели своја имена из овог филма. Музичари Курт Кобејн и Елиот Смит рекли су да је ово њихов омиљени филм свих времена. Филм је такође утицао на касније режисере, са Дејвидом Робертом Мичелом, који је снимио То долази (2014), рекавши да је естетика у његовом кадрирању и композицији била поучна. Вес Андерсон је такође био инспирисан Вендерсовом кућном филмском сценом са фотографијама мртве жене у The Royal Tenenbaums (2001).
Године 1986, фотографија коју је Вендерс направио на свом извиђању локације за Париз, Тексас, била је изложена у Центру Жорж Помпиду у Паризу, Француска, под насловом Написано на Западу. Године 2000. ови су објављени у књизи такође под називом Written in the West, са додатним материјалом у Written in the West, Revisited 2015.